# یائیل شلبیا
یائیل شلبیا کوهن (عبری: יעל שלביה כהן‎؛ زادهٔ ۳۱ اوت ۲۰۰۱ یک مدل و هنرپیشه اسرائیلی است.
او تا کنون در تعداد زیادی از کارزارهای بین‌المللی مدلینگ ظاهر شده است. او در سال ۲۰۱۸ از سوی وبگاه تی‌سی کندلر به عنوان سومین چهره زیبا در جهان، جلوتر از هم وطنش گل گدوت معرفی شد، و یکبار دیگر در سال ۲۰۱۹ عنوان دومین چهره زیبا در جهان را از آن خود کرد. در دسامبر ۲۰۲۰، یائیل از سوی تی‌سی کندلر و از بین ۱۰۰ نامزد فهرست شده، به عنوان زیباترین زن سال انتخاب شد.

## اوایل زندگی
او از نام میانی شلبیا به عنوان نام خانوادگی حرفه‌ای خود استفاده می‌کند که از جد خانوادهٔ مادربزرگ جربی خود که هم از نژاد یهودی مزراحی و هم از نژاد یهودی سفاردی (تونسی-یهودی) هستند به ارث رسیده است. او با بارگذاری عکس‌های سلفی در اینستاگرام که خودش کمی قبل از تولد ۱۶ سالگی‌اش گرفته بود، شروع کرد. در نتیجه یافتن عکس‌هایش در حساب اینستاگرامش، بعداً پیشنهادی برای گرفتن عکس از طرف عکاسی حرفه‌ای به نام مارینا موسکوویتز دریافت کرد.
او به دلیل پیشینه یهودیت ارتدکس خود مورد توجه رسانه‌های بیشتری قرار گرفت، زیرا او دنباله‌روی قوانین کوشر است و شبات را رعایت می‌کند، که در ابتدا به بحث و جدل در جامعه مذهبی یهودی ارتدوکس شلبیا منجر شد. در آوریل ۲۰۲۰، شلبیا به نیروهای دفاعی اسرائیل، نیروی ارتش اسرائیل اعزام شد. وی در حال حاضر در نیروی هوایی اسرائیل خدمت می‌کند.

## زندگی شخصی
در سال ۲۰۱۹، شلبیا با فعال تجاری آمریکایی برندون کورف (پسر ربی اسحاق آهارون کورف و نوهٔ میلیاردر سامنر رداستون) شروع به قرار گذاشتن کرد.
در سال ۲۰۲۲، او با عمر آدام، خوانندهٔ آمریکایی متولد اسرائیل شروع به قرار گذاشتن نمود.